# Doktor Bibber
Doktor Bibber ist ein Geschicklichkeitsspiel von Hasbro, das im Jahr 1979 unter diesem Namen bei MB erschien und in den USA seit 1976 unter dem Namen Operation erhältlich war.

## Thema und Ausstattung
Bei dem Spiel geht es darum, mit einer Pinzette Gegenstände aus dem Patienten zu operieren ohne die Wunden zu berühren. Der Inhalt des Spieles besteht neben der Anleitung aus:
- Einer Kunststoffeinlage
- Einem Spielbrett mit Metallblatt
- 11 Plastikteilen
- Einem Gummiband
- Zwei Steckern
- Einer Batterieeinheit mit rotem Nasenlicht
- Einer Pinzette
- 24 Karten
- Spielgeld

## Spielweise

### Vorbereitung
Zuerst werden die Spielkarten in Doktor- und Spezialisten-Karten aufgeteilt und beide Stapel gemischt. Die Spezialisten-Karten werden anschließend auf alle Spieler gleichmäßig aufgeteilt. Übrige Spezialisten-Karten werden zur Seite gelegt. Danach wird ein Bankhalter ernannt, der die erfolgreichen Operationen bezahlt.
Zuletzt werden die Plastikteile in die passenden Vertiefungen und das Gummiband in die größere Öffnung im rechten Bein, ohne es um die Stifte darin zu spannen, gelegt.

### Spielverlauf
Der jüngste Spieler beginnt. In jedem Zug zieht der Spieler eine Doktor-Karte auf der steht, welcher Gegenstand herausoperiert werden muss. Gelingt es mit der Pinzette das Teil aus der Öffnung zu entfernen, ohne deren Rand zu berühren, so war die Operation erfolgreich und der Betrag auf der Doktor-Karte wird vom Bankhalter ausbezahlt. Wird der Metallrand mit der Pinzette berührt, ertönt ein Geräusch, die Nase des Patienten leuchtet auf und der Gegenstand muss wieder zurückgelegt werden.
Im Fall der Operation mit dem Gummiband muss dieses um beide Stifte in der Öffnung gespannt werden, ohne den Rand zu berühren.
War eine Operation nicht erfolgreich, darf der Spieler mit der entsprechenden Spezialisten-Karte die Operation versuchen. Ist er erfolgreich wird ihm der höhere Betrag auf der Spezialisten-Karte ausbezahlt.
Schafft es keiner der beiden den Gegenstand zu entfernen wird die Doktor-Karte wieder unter den Stapel gelegt und der nächste Spieler ist am Zug.

### Spielende
Das Spiel endet, wenn alle Teile entfernt wurden. Der Spieler mit dem meisten Geld gewinnt das Spiel.

## Ausgaben
2007 erschien eine Ausgabe unter dem Namen „Chefarzt Doktor Bibber“ in der am oberen Rand des Spielbretts ein Monitor eingebaut ist, der nach dem Spiel den Gewinner anzeigt. Das Spielbrett hat in dieser Version die Form eines ausklappbaren Koffers.
2008 wurde eine Ausgabe des Spiels veröffentlicht, in der die zu operierenden Dinge durch Geräusche bestimmt werden, die entstehen, wenn man auf die Nase des Patienten drückt. Zusätzlich gibt es einen Schalter mit dem zwischen drei Schwierigkeitsstufen ausgewählt werden kann. Bei der Schwierigkeit die mit einem Blitz gekennzeichnet ist, ertönen keine Geräusche, wenn die Ränder der Öffnungen berührt werden. Der Gewinner wird hier nicht nach dem Geld, sondern nach Anzahl der erfolgreich operierten Teile bestimmt.
2010 erschien eine Toy Story Ausgabe, in der Buzz Lightyear der Patient ist.

## Trivia
Der Schriftsteller Édouard Louis erzählt in seinem Buch Wer hat meinen Vater umgebracht (2018), dass Doktor Bibber das Lieblingsspiel seiner Kindheit war.

## Belege
1. 1 2 3 4  Spieleanleitung Doktor Bibber. Abgerufen am 7.5.2017; PDF; 180KB
2. ↑  Rezension von Chefarzt Doktor Bibber bei Reich der Spiele. Abgerufen am 7.5.2017
3. ↑  Rezension der Ausgabe von 2008 bei Spieletest.at Abgerufen am 7.5.2017
4. ↑  Rezension der Toy Story Ausgabe bei Spieletest.at Abgerufen am 7.5.2017
5. ↑  E. Louis: Wer hat meinen Vater umgebracht. Frankfurt a. M. 2019. S. 64f. Vgl. bereits E. Louis: Wer hat meinen Vater umgebracht?, in: F.A.S. Nr. 41, 15. Oktober 2017, S. 45.